# Assedio di Derry
L'assedio di Derry (in inglese: Siege of Derry) è il primo evento significativo delle Guerre guglielmite in Irlanda. Le porte della città furono chiuse il 7 dicembre 1688, ma l'assedio stesso non iniziò fino all'aprile 1689. L'assedio durò tre mesi e mezzo e terminò il 1º agosto 1689, quando le navi della marina inglese salparono l'estuario del fiume Foyle, forzando la diga galleggiante istituita dall'esercito giacobita, portando cibo e munizioni.
L'assedio, che ha causato la morte di 8 000 residenti di Derry, viene commemorato ogni anno dalla confraternita protestante degli Apprentice Boys of Derry. Rimane una parte costitutiva della cultura unionista protestante dell'Irlanda del Nord, insieme alla battaglia del Boyne (1690) e alla battaglia della Somme (1916).

## Sfondo
Durante la gloriosa rivoluzione del 1688, il regno di Re Giacomo, (un cattolico romano che era re d'Inghilterra, Scozia e Irlanda), fu abolito e i suoi regni furono dati a sua figlia Maria II e suo marito Guglielmo, (Guglielmo III d'Orange). Entrambi erano protestanti. La maggior parte degli irlandesi erano cattolici e Giacomo fece alcune concessioni reali durante il suo regno. Ha nominato un cattolico (Richard Talbot) come vice rappresentante del re in Irlanda e ha riammesso i cattolici al parlamento irlandese, alle cariche pubbliche e all'esercito. I cattolici irlandesi speravano di riconquistare le loro terre, che erano state sequestrate dopo la conquista di Cromwell (1649-53). Giacomo partì per l'Irlanda per sostenere la riconquista del suo regno.

## Assedio
Il governatore della città Robert Lundy, venendo a conoscenza dell'approccio delle truppe di Giacomo, ritirò i rinforzi inviati dal colonnello Cunningham, arrivato al fiume Foyle: Lundy in una lettera del 15 aprile disse che la città avrebbe potuto arrendersi al nemico nei successivi giorni per mancanza di denaro e cibo. Ha convocato un incontro con i suoi sostenitori per discutere i termini della resa, ma la notizia di questo ha fatto infuriare tutti i cittadini. Di notte, Lundy, temendo rappresaglie, cambiò i vestiti e fuggì dalla città con alcuni dei suoi sostenitori, dopodiché salì a bordo di una nave e salpò per la Scozia. La difesa era guidata dal maggiore Henry Baker, assistito dal colonnello Adam Murray e dal maggiore George Walker, un prete anglicano. La loro risposta al motto provocatorio dei cattolici divenne lo slogan "Non arrendersi" (in inglese: No Surrender).
Il 18 aprile i guglielmiti arrivarono alle mura di Derry: tutti gli edifici fuori dalle mura della città furono bruciati dai cittadini in modo che i cattolici non si mettessero in testa di nascondersi lì e costruire piccole postazioni difensive. Re Giacomo e il suo entourage arrivarono a una distanza di 300 metri dalla porta dei vescovi (in inglese: Bishop's Gate) e ordinarono di arrendersi. In risposta a questo, i cittadini hanno gridato "Non ci arrendiamo" e hanno persino cercato di sparare al re. Un gruppo di artiglieri, che serviva il più grande cannone cittadino "Growling Meg", riuscì a sparare al nemico: la palla di cannone uccise uno dei paggi del re.... Altre tre volte, Giacomo II chiese senza successo che i cittadini si arrendessero, dopo di che iniziò l'assedio. Entrambe le parti si sparavano addosso ogni giorno e in città arrivarono malattie e fame. La gente del paese mangiava gatti, cani e topi, ma non si arrendeva. Giacomo fu costretto a partire per Dublino e Richard Hamilton prese il comando.
La flotta di Guglielmo III, guidata dall'ammiraglio Rook, si affrettò in aiuto degli assediati e arrivò a Lough Foyle l'11 giugno. Le navi si rifiutarono di sfondare i moli difensivi sul fiume Foyle a Culmore. Tuttavia, il 28 luglio, per ordine del generale Percival Kirk, tre navi mercantili armate come Mountjoy, Phoenix e Jerusalem, iniziarono a speronare i moli sotto copertura della fregata Dartmouth con il capitano John Leek. Mountjoy non è stata in grado di speronare i moli. I cattolici, vedendo la flotta, furono costretti a ritirarsi e lasciare la città.
Derry resistette a un assedio di 105 giorni: circa 8 000 abitanti della città morirono di fame, malattie e ferite con una popolazione di 30 000 La vittoria dei protestanti sui cattolici scosse la posizione di Giacomo II, che fu presto sconfitto completamente sul Boyne ed espulso dall'Inghilterra.